# Burgstall Schönhofen
Der Burgstall Schönhofen, auch Schloss Schönhofen genannt, ist eine abgegangene Burg bei der Kirche Sankt Johannes Baptist in der Ortsmitte des Ortsteils Schönhofen des Marktes Nittendorf im Oberpfälzer Landkreis Regensburg in Bayern. Die Nachfolge der Burg Schönhöfen übernahm dann das Neue Schloss (Schloßstraße 7), das aus dem 18. Jahrhundert stammte, im 20. Jahrhundert aber abgetragen wurde. Der Felsenkeller der  Anlage ist unter der Aktennummer D-3-75-175-19 als denkmalgeschütztes Baudenkmal von Schönhofen verzeichnet. Ebenso wird das Schloss als Bodendenkmal unter der Aktennummer D-3-6937-0161 im Bayernatlas als „archäologische Befunde des Mittelalters und der frühen Neuzeit im Bereich des abgegangenen Schlosses und Eisenhammers von Schönhofen“ geführt.

## Geschichte
Im späten 12. Jahrhundert tauchen die Herren von Schönhofen erstmals urkundlich auf. 1181 bezeugt ein Brouno de Scoeinhouen die Übergabe eines Dieners des Hochstiftministerialen Gerbhard von Schönach an das Kloster St. Emmeram. 1183 taucht dieser Bruno von Schönhofen nochmals in den Traditionen von St. Emmeram auf. Bei einer Güterübertragung an das Kloster Prüfening steht unmittelbar hinter dem Bruno ein ihm untergebener Ritter (miles Otto). Dies kann als Hinweis gelten, dass bereits zu dieser Zeit in Schönhofen ein befestigter Sitz war. 1223 übergibt ein Wilhelm von Kollersried in Erfüllung des letzten Wunsches des miles Heinrich von Schönhofen an das Kloster Prüfening einen Weingarten in Winzer. Hainricus et Fridericus fratres de Schonhoeven bezeugen einen Vertrag zwischen dem Regensburger Bischof und Herzog Ludwig; zudem bezeugt Fridericus de Schonhoeven einen Vertrag zwischen den Wittelsbacher und dem Kloster Prüfening, in dem der Herzog das Kloster für die Errichtung der Burg Abbach auf Klostergründen entschädigt.
Noch im 14. und 15. Jahrhundert scheinen die Schönhofener mehrmals als Zeugen auf, wobei damals bereits die Herren von Laber die Lehenshoheit über Schönhofen hatten. Nach dem Tod des letzten Schönhofeners (Hans Schönhofen; † 1421, begraben in Eilsbrunn) konnten die Herren von Laber einen Muggenthaler mit Schönhofen belehnen. In den 20er Jahren des 15. Jahrhunderts scheint ein Ulrich von Muggenthal zu Schönhofen als Dienstmann des Pfalzgrafen Johann auf. Sein Sohn Christian tritt in der Landtafel von Bayern-Landshut auf. Die Muggenthaler besitzen die Hofmark Schönhofen bis zum Ende des 15. Jahrhunderts (1494: Hans Muggenthaler).
Zu Beginn des 16. Jahrhunderts scheinen die Regensburger Bürger, die im Besitz des Hammers zu Schönhofen waren (s. u.), auch die Hofmark erworben zu haben. 1514 wird ein Stephan Nauflenzer, 1521 Jörg Alkover als Inhaber genannt. 1546 und 1552 scheint hier Sebastian von Rammelstein, dann ab 1557 Heinrich Sauerzapf auf. Die Sauerzapf blieben bis zum Beginn des 18. Jahrhunderts im Besitz von Schönhofen, 1701 veräußert Walter Sauerzapf zu Schönhofen den Hammer an zwei bayerische Untertanen, nach seinem Tod trat seine Schwester Susanne von Leoprechting, sein Bruder Georg Christoph und sein Neffe Josef Stammler das Erbe der Hofmark an. 1712 wurden alle Anteile an den Josef Stammler verkauft. Dieser verkauft noch im gleichen Jahr die Hofmark Schönhofen an Christoph von Klingensberg, kurbayerischer Rat und Professor zu Ingolstadt. Bis 1790 blieben die Klingensberger in Schönhofen, dann veräußert Josef von Klingensberg die Hofmark an Josef Leopold Schmaus, Amberger Regierungsrat und Pfleger von Waldmünchen. 1800 erwarb der kurpfälzische Kämmerer Carl Graf von Jett die Hofmark. Bereits am 24. August 1803 wurden die Hofmark und der Hammer an Freiherrn Georg von Aretin verkauft. Von dessen Erben kam im gleichen Jahr der Hammer an den früheren Pächter Johann Mann, die Hofmark aber 1804 an Freiherrn von Fahnenberg, kurkölnischer Gesandter, der sie noch im gleichen Jahr an Freiherrn von Hertwich auf Bodenstein verkaufte. Der Hammer kam 1824 auf die Gant. Georg Riedermaier kaufte 1825 das verwahrloste Hammergut. Am 7. Dezember 1837 wurde von Anton Bieracker der Waffen- und Zainhammer Schönhofen an Johann Georg Riedermaier verkauft.

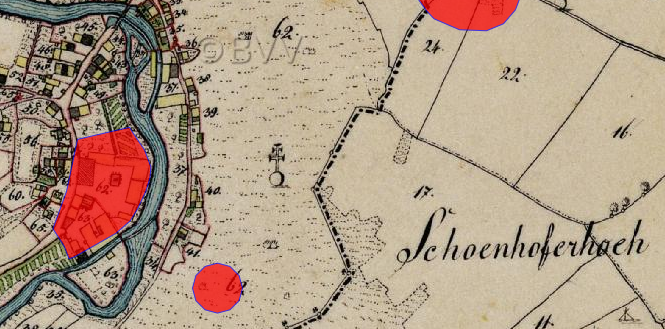
Lageplan von Burgstall Schönhofen auf dem Urkataster von Bayern

Durch den Kauf Schönhofens durch a'Maria gingen die Hofmarksrechte 1808 verloren. 1810 kam die verschuldete Hofmark, damals noch im Besitz des Herrn a’Maria, auf die Gant. Die Gläubiger beantragten 1819 die Errichtung eines Patrimonialgerichts I. Klasse, was aber von der Generallandirektion München wegen des Fehlen eines adeligen Grundherren abgelehnt wurde. 1823 befand sich Schönhofen im Eigentum der Legationsratswitwe Therese von Hofmann; ihr wurde die Genehmigung eines Patrimonialgerichts in Aussicht gestellt, falls sie die Formalitäten der Besitzübernahme geregelt habe. 1829 ging Schönhofen in den Besitz der Freifrau von Hertwich und 1832 in den ihres Sohnes Casimir von Hertwich über. Dieser verkaufte alle Rechte an den Staat und dieser schlug Schönhofen dem Landgericht Hemau zu.

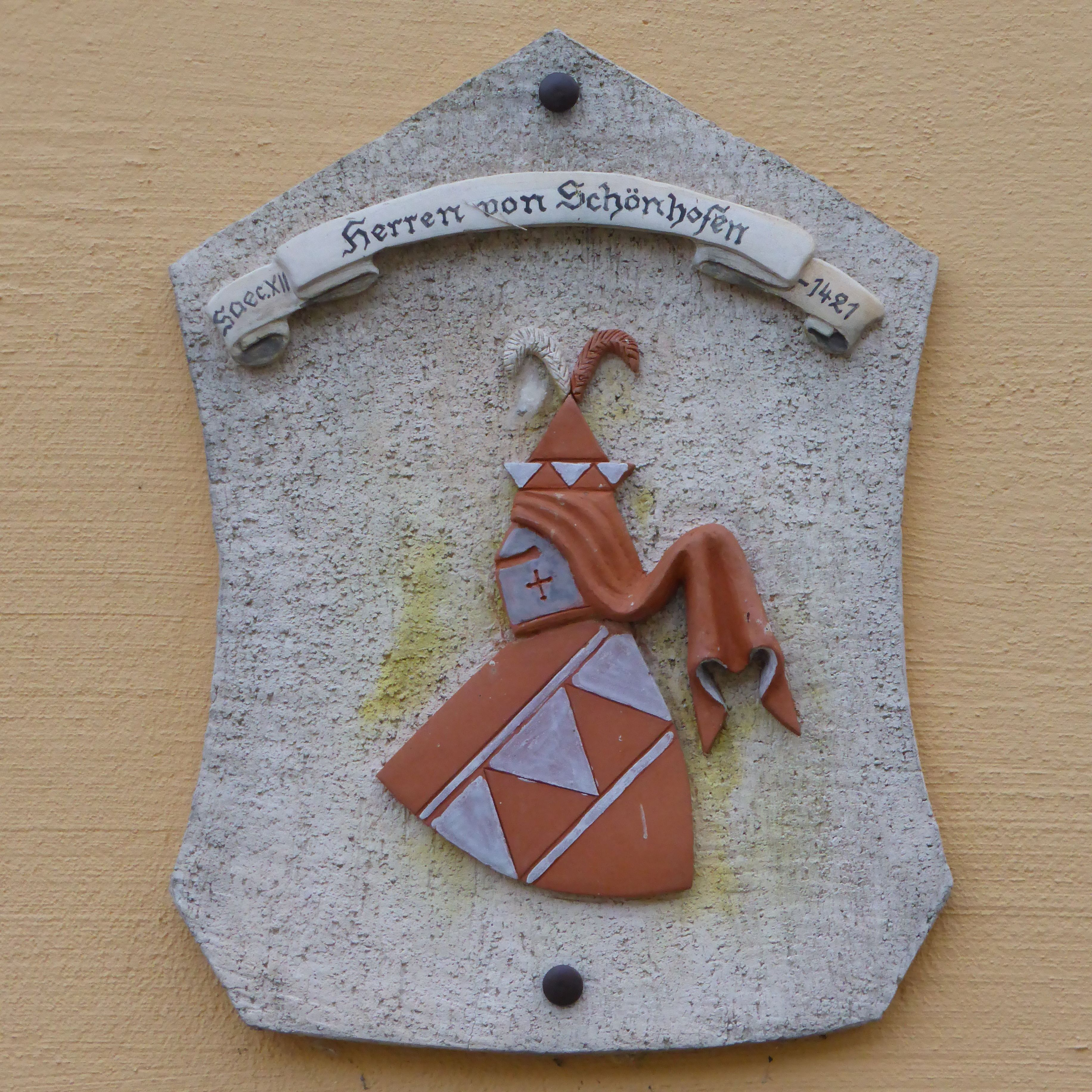
Wappen der Herren von Schönhofen

## Neues Schloss Schönhofen
Die Geschichte des Neuen Schlosses zu Schönhofen ist mit der Gründung eines Eisenhammers verbunden. Ein Eisenhammer  zu Schönhofen wird erstmals 1414 erwähnt, als Hadmar IV. von Laaber den Hammer von Heinrich von Erlbeck kaufte. 1435 wird die Hammermühle im Salbuch der Herrschaft Laaber erwähnt. In diesem Jahr verpfändete Heinrich von Erlbeck seinen Hammer an den Regensburger Bürger Jakob Hemauer. 1440 ist er an den Michael Walrab von Horlanden gekommen. Dieser verkaufte den Hammer 1458 an seinen Schwiegersohn Hans Alhard aus Amberg um 800 fl, nahm den Verkauf aber wegen Zahlungsstreitigkeiten wieder zurück. 1477 lag der Hammer öde. Nach dem Landshuter Erbfolgekrieg musste der Hammer wieder aufgerichtet werden. Von den Walrabs kam das Werk an Regensburger Bürger, die auch das Recht hatten, Holzkohle aus dem Paintner Forst zu beziehen. 1527 wird ein Hans Bleyer als Besitzer des Hammers genannt. 1536 kaufte Wolfgang Sauerzapf aus der Konkursmasse der Hans Pleyer den Hammer und machte ihn zu einem wirtschaftlich erfolgreichen Unternehmen. 1549 wurde der Hammer an seinen Sohn Heinrich übergeben. Wolfgang Heinrich II. erhielt 1596 Hofmark und Hammer. Adam Sauerzapf (* 1597) erhielt bei der Erbauseinandersetzung mit seinen Geschwistern 1624 Schönhofen samt dem Hammerwerk, tauschte dieses aber 1627 gegen das Hammerwerk Lauf ein. Schönhofen kam an seinen Bruder Veit Philipp. Im Dreißigjährigen Krieg wurde das Hammerwerk mehrmals ausgeraubt und geplündert. Hans Walter Sauerzapf verkaufte am 10. Oktober 1701 den öden Hammer an den Allinger Bauern Sebastian Poschenrieder, der den Hammer wieder aufbaute und ein neues Hammerhaus errichtete.
1511 sind die Regensburger Bürger Hans Swebl, Stefan Nawflötzer, Hans Kolb, Jörg Alkofer und Wilhelm Wielandt Inhaber des Hammers. Diesen wird von Pfalzgraf Friedrich ein Erbrechtsbrief über den Hammer ausgestellt. Zu Beginn des 16. Jahrhunderts scheinen diese auch in den Besitz der Hofmark gekommen zu sein. In der Landtafel von Pfalz-Neuburg wird 1514 Stephan Nauflezer und 1521 Jörg Alkofer als Inhaber genannt. Beide Güter (Hammer und Hofmark) blieben bis zum 18. Jahrhundert vereint.

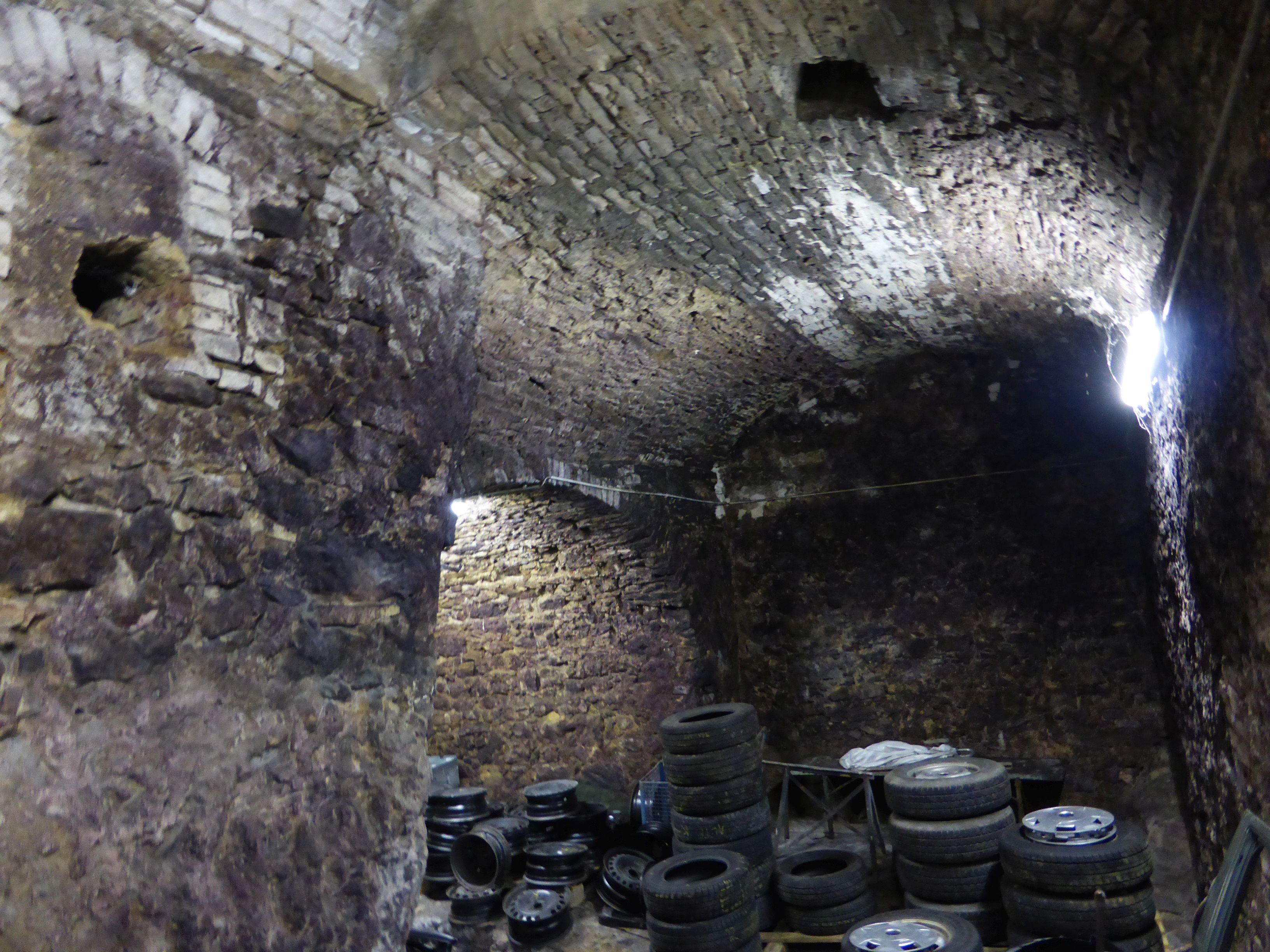
Felsenkeller von Schloss Schönhofen

Dies führte zu einer Verlegung des Hofmarksitzes. Das neue Schloss wurde direkt neben dem Hammerwerk am linken Ufer der Schwarzen Laber errichtet. 1864 errichtete der jüdische Kaufmann Joseph Wilhelm Henle in Schönhofen anstatt des nicht mehr konkurrenzfähigen Eisenhammers (Waffen- und Zainhammer) in der „oberen Schleif“ eine Glasschleife. In der „unteren Schleif“ wurde bereits in den 1840er Jahren von Georg Niedermayer eine Spiegelglasfabrik gebaut.
Der alte Ansitz der Herren von Schönhofen wurde auch noch als Pfalz-Neuburgisches Ritterlehen behandelt, auch als er schon in Trümmern lag. Die übrige Hofmark stellte Allodialbesitz dar. Der Hofmarkbesitzer Regierungsrat von Schmaus schildert 1822 die Situation, nach der bei jedem Lehensfall des Mann-Ritter-Lehens Schönhofen ein ganzes Ritterpferd an Pfalz-Neuhofen zu bezahlen sei. Aus diesem Grund ließ man das castrum sive Schloss Schönhofen neben der Dorfkirche eingehen.

## Heutige Nutzung
Auf dem Stich von Michael Wening von 1721 sind neben der Kirche noch die Ruinen des alten Sitzes zu erkennen. Der heutige Burgstall bei der Kirche zeigt keine obertägigen Reste und ist heute ein Bodendenkmal.
Das spätere neue Schloss war ein Umbau eines im 16. Jahrhundert errichteten und im 18. Jahrhundert umgestalteten neuen Schlosses. Das neue Schloss ist mit dem Hammerwerk im Vordergrund des Stiches von Michael Wening von 1721 zu sehen. Bereits Apian hat dieses als arx et officinae ferrariae beschrieben. Dieses neue Schloss wurde Ende des 20. Jahrhunderts zugunsten einer Autowerkstätte abgerissen; erhalten sind noch sehr beeindruckende unterirdische Gewölbe mit einem Brunnen, die sich bis unter die Schlossstraße von Schönhofen durchziehen; diese werden heute als Lager für Autoreifen verwendet.